# Marathon van Los Angeles 2014
De marathon van Los Angeles 2014 vond op 9 maart 2014 plaats in Los Angeles. Het was de 29e keer dat dit evenement werd gehouden. Het evenement was gesponsord door Asics.
Bij de mannen werd de wedstrijd gewonnen door de Ethiopiër Gebo Burka. Bij de vrouwen was zijn landgenote Amane Gobena het snelste met een finishtijd van 2:27.22.
In totaal finishte 21.474 marathonlopers waarvan 12.358 mannen en 9116 vrouwen.

## Wedstrijd
Mannen
| rang | naam            | land | tijd    |
| ---- | --------------- | ---- | ------- |
| 1    | Gebo Burka      | ETH  | 2:10.37 |
| 2    | Lani Rutto      | KEN  | 2:10.48 |
| 3    | Erick Mose      | MEX  | 2:12.56 |
| 4    | Benjamin Kiptto | KEN  | 2:13.44 |
| 5    | Julius Keter    | KEN  | 2:14.06 |
| 6    | Gabriel Proctor | USA  | 2:16.17 |
| 7    | Aaron Braun     | USA  | 2:19.51 |
| 8    | Solomon Kandie  | USA  | 2:22.43 |
| 9    | Stephan Shay    | USA  | 2:25.20 |
| 10   | Adam Roach      | USA  | 2:32.38 |

Vrouwen
| rang | naam                 | land | tijd    |
| ---- | -------------------- | ---- | ------- |
| 1    | Amane Gobena         | ETH  | 2:27.22 |
| 2    | Tigist Tufa          | USA  | 2:28.04 |
| 3    | Lauren Kleppin       | USA  | 2:28.48 |
| 4    | Bruktayit Eshetu     | ETH  | 2:31.16 |
| 5    | Gulume Chala         | ETH  | 2:34.26 |
| 6    | Kristen Fryburg-Zait | USA  | 2:39.42 |
| 7    | Agnes Jepkosgei      | KEN  | 2:43.18 |
| 8    | Julia Budniak        | USA  | 2:47.50 |
| 9    | Shannon Bueker       | USA  | 2:53.10 |
| 10   | Dolores Valencia     | USA  | 2:57.58 |

1986 ·
1987 ·
1988 ·
1989 ·
1990 ·
1991 ·
1992 ·
1993 ·
1994 ·
1995 ·
1996 ·
1997 ·
1998 ·
1999 ·
2000 ·
2001 ·
2002 ·
2003 ·
2004 ·
2005 ·
2006 ·
2007 ·
2008 ·
2009 ·
2010 ·
2011 · 
2012 ·
2013 ·
2014 ·
2015 ·
2016 ·
2017